# Calycina sericeobrunnea
Calycina sericeobrunnea is een keversoort uit de familie spartelkevers (Mordellidae). De wetenschappelijke naam van de soort is voor het eerst geldig gepubliceerd in 1915 door Blair.